# Ahmet Polat
Ahmet Polat (Fijnaart, 1978) is een Nederlands fotograaf en filmmaker. Sinds 1 mei 2023 is Polat hoofdredacteur bij HUMAN.
Mede door zijn biculturele achtergrond (Nederlandse moeder, Turkse vader), slaat Polat in zijn werk een natuurlijke brug tussen de Turkse en Nederlandse cultuur, identiteit en geschiedenis. Dit heeft grote invloed op zijn aanpak en ideeën en is dan ook door zijn hele oeuvre heen te herkennen. Op zoek naar de grenzen binnen zijn eigen medium, viert hij de kruisbestuiving tussen disciplines en creatieve ideeën.

## Carrière
Zijn middelbare school doorliep hij aan het Norbertuscollege in Roosendaal (1990-1996). Aansluitend studeerde hij aan Akademie voor Kunst en Vormgeving St. Joost in Breda (1996-2000). Van 1999 tot 2008 fotografeerde hij Turkse leefgemeenschappen in migrantenwijken van Dordrecht, Den Haag en Istanboel en op het platteland van Anatolië. Dit werk publiceerde hij in 2009 in het boek Neither here nor there.
Polat heeft ruim 10 jaar in Istanboel gewoond en gewerkt. In deze tijd werkte hij aan Kemal's Dream, een documentair onderzoek waarin jonge Turken in de snel veranderende Turkse maatschappij in beeld werden gebracht.
Polat won in 2004 de tweede prijs van de Zilveren Camera in de categorie documentaire. In 2006 kreeg hij de prestigieuze ICP Infinity Award. In 2015 werd hij benoemd tot Fotograaf des Vaderlands. Vanaf 2018 heeft hij zijn eigen fotostudio (Stichting Studio Polat), waarvan hij oprichter en directeur is. Sinds 2019 heeft hij een fotorubriek in Buitenhof (gegevens 2022). In 2022 verscheen zijn documentaire Ik ben een bastaard; in datzelfde jaar werd hij creatief directeur bij Amsterdam 750.

## Educatie
Polat heeft tussen 2013 en 2015 les gegeven op Koç Universiteit in Istanboel en is sinds 2015 werkzaam als docent Crossmedia Design op AKI Art & Design Enschede ArtEZ. Ook heeft hij meerdere projecten opgezet rondom educatie, deels verbonden aan zijn titel Fotograaf des Vaderlands 2015, waarbij hij gedurende één jaar als ambassadeur voor de Nederlandse fotografie optrad. Een voorbeeld hiervan is het project Terug naar 1940-1945 in samenwerking met Museum Hilversum, waarbij leerlingen door middel van re-enactment fotografie de geschiedenis van Hilversum leerden kennen.

## Tentoonstellingen
Het werk van Polat is onder andere verschenen in The New York Times, Rolling Stone, Paris Match, Vogue, Harpers Bazaar en Vice. Daarnaast was hij werkzaam als artdirector van Vogue Turkey. Hij heeft geëxposeerd in onder meer het Stedelijk Museum Amsterdam, Fotografiemuseum Foam, Rijksmuseum Amsterdam, İstanbul Modern, Bozar en Museum Hilversum.

## Multidisciplinair
Samen met theatermaker Lucas de Man en schrijver-acteur Rashif El Kaoui heeft Polat het project De man is lam opgezet. Een multidisciplinair onderzoek naar de positie van de man in de 21e eeuw. Voor dit project ontwikkelde hij zelf een slowmotion camera. De interviews, beelden en theaterteksten kwamen samen in de gelijknamige voorstelling. Daarnaast waren de beelden te zien in de tentoonstelling The Myth of Men tijdens de Istanbul Biennial van 2017 en in de Leica Gallery Boston in maart 2018.
- Gemeinsame Normdatei: 142024244
- International Standard Name Identifier: 0000 0001 0403 0221
- Library of Congress Control Number: no2011103136
- Nederlandse Thesaurus van Auteursnamen: 237737353
- PIC: 385520
- RKD-Nederlands Instituut voor Kunstgeschiedenis: 237982
- Système universitaire de documentation: 176661859
- Union List of Artist Names: 500579648
- Virtual International Authority File: 130147663107760552319